# Palazzo Lavaggi Pacelli

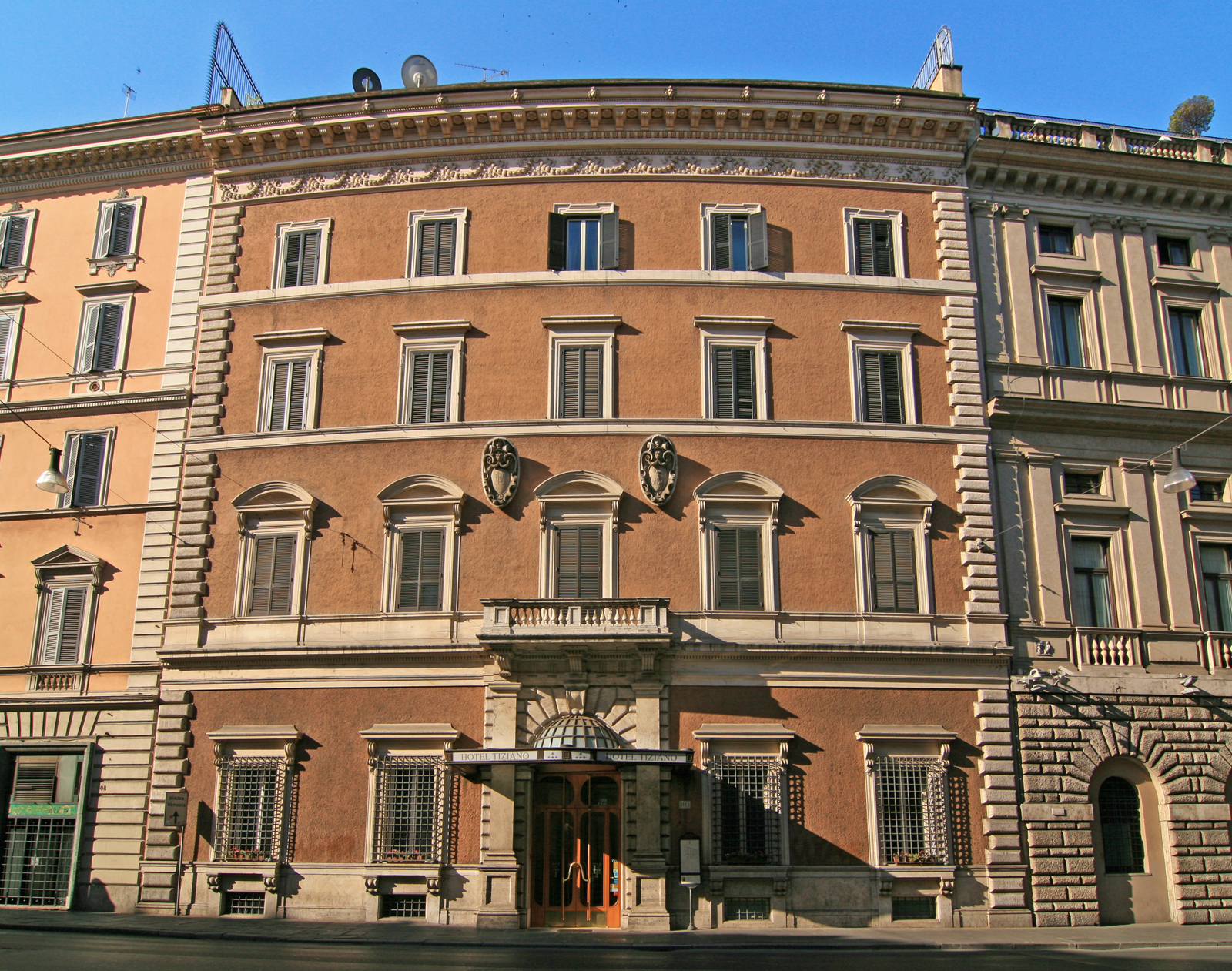
Vista da fachada no Corso Vittorio Emanuele II.

Palazzo Lavaggi Pacelli é um palácio arquitetura neorrenascentista localizado no número 110 do Corso Vittorio Emanuele II, no rione Sant'Eustachio de Roma. Atualmente o edifício abriga o famoso Hotel Tiziano.

## História
Este palácio foi construído em 1888 por Gaetano Koch para a família Lavaggi, de origem sicialiana e presente em Roma desde a primeira metade do século; eles foram feitos marqueses pelo papa Gregório XVI. A propriedade passou depois para os Pacelli e acabou depois se tornando sede do Hotel Tiziano, que ainda funciona no local. 

## Descrição
A fachada principal se apresenta em três pisos além do térreo, no qual se abre um poderoso portal com pilastras com capitéis dóricos e mísulas que sustentam uma varanda balaustrada mais acima. Dos lados, dois conjuntos de janelas arquitravadas com mísulas se abrem acima de pequenas janelas de um piso subsolo. No piso nobre, as janelas contam com tímpanos, no segundo, arquitraves e no terceiro, cornijas. Dois grandes brasões flanqueiam a porta-janela da varanda centra do piso nobre: o da esquerda é da família Lavaggi e o da direita, da família Pacelli. É de se notar ainda o belo beiral com afresco de festões, fitas e prótromos leoninos.